# Mats Berglind
Mats Åke Berglind, född 29 mars 1952 i Sparrsätra församling i Uppsala län, död 23 september 2016 i Enköping, var en svensk politiker (socialdemokrat). Han satt i riksdagen från 1996 till 2010 (varav från 1996 till 1998 som ersättare för Thomas Östros), invald från Uppsala läns valkrets.